# Rodrigo Archubi
Rodrigo Archubi (* 6. Juni 1985 in Remedios de Escalada) ist ein argentinischer ehemaliger Fußballspieler.

## Karriere
Der Mittelfeldspieler begann seine Karriere 2003 beim CA Lanús in der Primera División. Mit Lanús erreichte er in der Copa Sudamericana 2006 das Viertelfinale. 2007 ging er zu Olympiakos Piräus, mit denen er den Griechischen Supercup gewann. Anfang 2008 kehrte er zurück nach Argentinien und ging zu River Plate. Mit dem Klub gewann er die Clausura und wurde Argentinischer Meister. Im September 2009 wurde er bei einer Dopingkontrolle positiv getestet und anschließend für drei Monate gesperrt. Nach seiner Sperre ging er zuerst zum brasilianischen Viertligisten EC Juventude und dann zum Kazma SC nach Kuwait. 2012 kam er zurück nach Argentinien zu Boca Unidos in der Nacional B. Anfang 2013 wechselte er zu dem Drittligisten Sportivo Italiano, mit dem er den Aufstieg in die Nacional B schaffte.
2005 nahm Archubi an der Junioren-Fußballweltmeisterschaft teil. Er bestritt drei Spiele und wurde gemeinsam mit Pablo Zabaleta, Fernando Gago, Sergio Agüero und Lionel Messi Junioren-Weltmeister.